# Tomáš Surový
Tomáš Surový (ur. 24 września 1981 w Bańskiej Bystrzycy) – słowacki hokeista, reprezentant Słowacji, trzykrotny olimpijczyk.

## Kariera
- HC 05 Bańska Bystrzyca U18 (1996–1998)
- HC 05 Bańska Bystrzyca U20 (1998–2001)
- HC 05 Banská Bystrica (1999–2000)
- ŠKP PS Poprad (2000–2001)
- Wilkes-Barre/Scranton Penguins (2002–2006)
- Pittsburgh Penguins (2002–2006)
- Luleå (202007)
- Linköping (2007–2009)
- HC 05 Bańska Bystrzyca (2009)
- Skellefteå (2009–2010)
- Dinamo Ryga (2010–2011)
- CSKA Moskwa (2011–2012)
- HC Lev Praga (2012–2013)
- Dynama Mińsk (2013–2014)
- Slovan Bratysława (2014–2015)
- HC 05 Bańska Bystrzyca (2015–2015)
- Slovan Bratysława (2015–2016)
- HC 05 Bańska Bystrzyca (2016)
- Slovan Bratysława (2016–2017)
- HC 05 Bańska Bystrzyca (2017–)

Wychowanek klubu HC 05 Banská Bystrica. Od maja 2012 do marca 2013 roku w sezonie KHL (2012/2013) zawodnik HC Lev Praga. W czerwcu 2013 podpisał dwuletni kontrakt z Dynama Mińsk. Odszedł z klubu w maju 2014. Od czerwca 2014 zawodnik Slovana Bratysława. Od połowy lutego 2015 ponownie zawodnik macierzystego klubu z Bańskiej Bystrzycy. Od lipca 2015 ponownie zawodnik Slovana. W sezonie KHL (2015/2016) był kapitanem drużyny. W maju 2015 po raz kolejny został graczem Bańskiej Bystrzycy. Od grudnia 2016 do stycznia 2017 ponownie zawodnik Slovana. Później znów trafił do Bańskiej Bystrzycy, z którą w maju 2017 przedłużył kontrakt.
Uczestniczył w turniejach mistrzostw świata w 2006, 2007, 2008, 2009, 2010, 2011, 2012, 2013, 2015 oraz zimowych igrzysk olimpijskich 2006, 2014, 2018.

## Sukcesy
Reprezentacyjne
- Brązowy medal mistrzostw świata juniorów do lat 18: 1999
- Srebrny medal mistrzostw świata: 2011

Klubowe
- Puchar Tatrzański: 2001 z ŠKP PS Poprad
- Mistrzostwo dywizji AHL: 2006 z Wilkes-Barre/Scranton Penguins
- Mistrzostwo konferencji AHL: 2004 z Wilkes-Barre/Scranton Penguins
- Srebrny medal mistrzostw Szwecji: 2008 z Linköping
- Puchar European Trophy: 2008 z Linköping
- Srebrny medal mistrzostw Słowacji: 2015 z HC 05 Bańska Bystrzyca
- Złoty medal mistrzostw Słowacji: 2017, 2019 z HC 05 Bańska Bystrzyca

Indywidualne
- Ekstraliga słowacka w hokeju na lodzie (2016/2017):
  - Najlepszy zawodnik sezonu w uznaniu Słowackiego Stowarzyszenia Zawodników Hokeja na Lodzie (SIHPA)[12]